# Aldo Velasco
Aldo César Velasco Quiroga (Santa Cruz de la Sierra, 17 de junio de 1989) es un futbolista boliviano. Juega como delantero y su actual equipo es el Atlético Warnes de la Asociación Cruceña de Fútbol.

## Clubes
| Club                   | País    | Año         |
| ---------------------- | ------- | ----------- |
| Oriente Petrolero      | Bolivia | 2011 - 2013 |
| Sport Boys Warnes      | Bolivia | 2014 - 2016 |
| Universitario de Sucre | Bolivia | 2016 - 2017 |
| C. A. Nacional Potosí  | Bolivia | 2017 - 2018 |
| San José               | Bolivia | 2020        |
| SUR-CAR                | Bolivia | 2021        |
| 24 de Septiembre       | Bolivia | 2022        |
| Atlético Warnes        | Bolivia | 2022 -      |

## Palmarés

### Títulos nacionales
| Título           | Club              | País    | Año           |
| ---------------- | ----------------- | ------- | ------------- |
| Primera División | Sport Boys Warnes | Bolivia | Apertura 2015 |